# Giro di Romagna 2004
Il Giro di Romagna 2004, settantanovesima edizione della corsa, si svolse il 5 settembre 2004 su un percorso di 190,2 km. La vittoria fu appannaggio dell'italiano Gianluca Bortolami, che completò il percorso in 4h44'50", precedendo il connazionale Matteo Tosatto e il tedesco Fabian Wegmann.
Sul traguardo di Lugo 90 ciclisti, su 129 partiti dalla medesima località, portarono a termine la competizione.

## Ordine d'arrivo (Top 10)
| Pos. | Corridore          | Squadra                 | Tempo    |
| ---- | ------------------ | ----------------------- | -------- |
| 1    | Gianluca Bortolami | Lampre                  | 4h44'50" |
| 2    | Matteo Tosatto     | Fassa Bortolo           | s.t.     |
| 3    | Fabian Wegmann     | Team Gerolsteiner       | s.t.     |
| 4    | Francesco Failli   | Domina Vac.-De Nardi    | s.t.     |
| 5    | Massimo Giunti     | Domina Vac.-De Nardi    | s.t.     |
| 6    | Paolo Bossoni      | Lampre                  | s.t.     |
| 7    | Paolo Tiralongo    | Cer. Panaria            | s.t.     |
| 8    | Marco Pinotti      | Lampre                  | s.t.     |
| 9    | Santo Anzà         | Landbouwkrediet-Colnago | s.t.     |
| 10   | Valerio Agnoli     | Domina Vac.-De Nardi    | a 12"    |